# Belopolʹskiy (månekrater)
Belopolʹskiy er et nedslagskrater på Månen. Det befinder sig på den sydlige halvkugle på Månens bagside og er opkaldt efter den sovjetiske astronom Aristarkh A. Belopolsky (1854 – 1934).
Navnet blev officielt tildelt af den Internationale Astronomiske Union (IAU) i 1970. 
Krateret observeredes første gang i 1965 af den sovjetiske rumsonde Zond 3.

## Omgivelser
Krateret ligger vest for Houzeaukrateret og nordøst for Strömgrenkrateret. Lige nordvest for Belopolʹskiy ligger Ioffekrateret. 

## Karakteristika
Randen af Belopolʹskiy er noget eroderet, særligt mod syd, hvor adskillige småkratere har slidt kraterranden væk. Der er en let forstyrrelse af den nordvestlige rand, hvor overfladen er ændret af Loffekrateret. Kraterets indre er forholdsvis jævnt, men mærket med adskillige småkratere.

## Måneatlas
- Billeder af Belopolʹskiykrateret i LPI-måneatlasset